# کمیژا
کُمیژا (به کرواتی: Komiža) شهری در ایالت اسپلیت-دالماتیا کشور کرواسی است که جمعیت آن در سال ۲۰۱۱ میلادی ۱٬۵۰۹ نفر بوده‌است.